# (1873) Агенор
(1873) Агенор (лат. Agenor, др.-греч. Ἀγήνωρ) — троянский астероид Юпитера, двигающийся в точке Лагранжа L5, в 60° позади планеты. Астероид был открыт 25 марта 1971 года голландскими астрономами К. Й. ван Хаутеном, И. ван Хаутен-Груневельд и Томом Герельсом в Паломарской обсерватории и назван в честь Агенора, одного из персонажей древнегреческой мифологии.

Орбита астероида Агенор и его положение в Солнечной системе
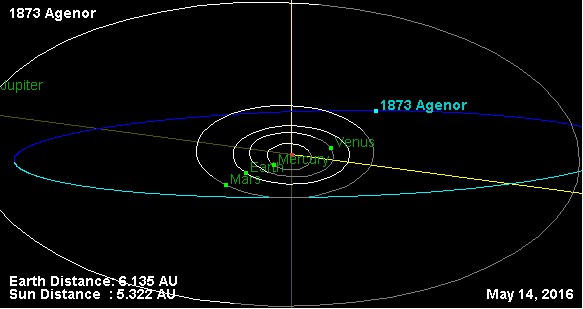
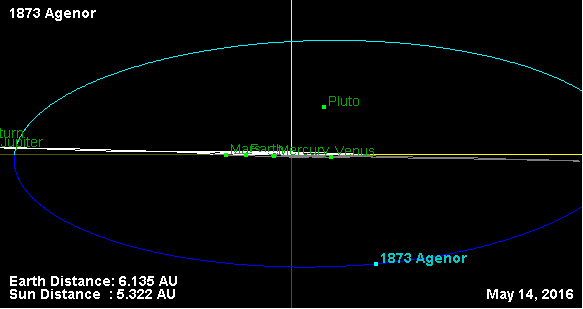